# Новоиолченский сельсовет
Новоиолченский сельсовет (бел. Новаялчанскі сельсавет; до 1964 года — Иолченский сельсовет) — административная единица на территории Брагинского района Гомельской области Республики Беларусь. Административный центр — агрогородок Красное.

## История
Создан 8 декабря 1926 года в составе Брагинского района Речицкого округа как Иолченский сельсовет. С 9 июня 1927 года по 26 июля 1930 года в Гомельском округе. С 15 января 1938 года в Полесской области, с 8 января 1954 года — в Гомельской области. С 25 декабря 1962 года — в Брагинском районе. 20 октября 1964 года переименован в Новоиолченский.
20 января 2005 года были упразднена деревня Капоренко.
С 29 ноября 2005 года исключены из данных по учёту административно-территориальных и территориальных единиц посёлки Нивки и Осинник.
26 сентября 2006 года в состав сельсовета вошли деревни Асаревичи, Вялье, Галки упразднённого Асаревичского сельсовета.
20 августа 2008 года были упразднены посёлки Капоренские Ляды и Старые Ляды, деревня Людвинов.
29 января 2010 года административный центр перенесён из деревни Новая Иолча в деревню Красное.

## Состав
Новоиолченский сельсовет включает 9 населённых пунктов:
- Александровка — деревня
- Асаревичи — деревня
- Берёзки — деревня
- Вялье — деревня
- Галки — деревня
- Голубовка — деревня
- Красное — агрогородок
- Новая Иолча — деревня
- Старая Иолча — деревня

Упразднённые населённые пункты:
- Капоренко — деревня
- Капоренские Ляды — посёлок
- Людвинов — деревня
- Нивки — посёлок[3]
- Новые Ляды — деревня
- Осинник — посёлок[3]
- Старые Ляды — посёлок

## Население
Согласно переписи населения 2009 года на территории сельсовета проживало 1255 человек, среди которых 92,9 % — белорусы.